# Andes africanus
Andes africanus är en insektsart som beskrevs av Synave och Van Stalle 1984. Andes africanus ingår i släktet Andes och familjen kilstritar. Inga underarter finns listade i Catalogue of Life.